# Kościół poewangelicki w Lwówku
Kościół poewangelicki – dawna świątynia protestancka znajdująca się w mieście Lwówek, w powiecie nowotomyskim, w województwie wielkopolskim.
Jest to świątynia wzniesiona według projektu Antoniego Höhne w latach 1778–97. Budowla jest murowana, wybudowano ją z kamieni i cegieł. Reprezentuje cechy stylów: późnobarokowego i klasycystycznego. Po 1945 roku została zamieniona na magazyn, a później była nieużytkowana i niszczała.
Kościół został zbudowany dzięki staraniom sędziego poznańskiego Łukasza Bnińskiego. Świątynia jest salowa, zwrócona jest prezbiterium w kierunku południowym. W 1797 roku od strony północnej. do bryły kościoła została dobudowana wieża, zwieńczona cebulastym dachem hełmowym. We wnętrzu znajdują się drewniane empory, wykonane przez cieślę Tomasza z Sierakowa. Od kilku lat jest remontowana. Wieża została odrestaurowana po 1990 roku.